# Murphy Dunne
George "Murphy" Dunne (* 22. Juni 1942 in Chicago) ist ein US-amerikanischer Schauspieler und Musiker. Er spielte den Keyboarder "Murph" in dem Film Blues Brothers von 1980. Die gleiche Rolle spielte er 1998 in der Fortsetzung Blues Brothers 2000.

## Leben
Dunne wuchs als Sohn des Kommunalpolitikers George W. Dunne (Board President von Cook County) und dessen Ehefrau Agnes H. Dunne in Chicago auf.
Der 42. Bezirk besteht aus sieben verschiedenen lebhaften Vierteln in Downtown Chicago. In den späten 1960er Jahren wurde er Bezirkshauptmann des 42. Bezirks, der auch als Rush Street bekannt ist. In Rush Street gab es viele Musiklokale; und während der Besuche der Clubs beschloss Dunne, eine aktive Karriere im Showbusiness einzuschlagen. Er begann in einem Hinterzimmer des Lake Shore Park, Klavier zu spielen und trat The Conception Corporation, einem Comedy-Ensemble der frühen 1970er Jahre, bei.
1968 trat er dem Improvisationstheater The Second City bei.
1969 war Dunne Koproduzent von Chicagos erstem Free Blues Festival im Grant Park. Dort lernte er Willie Dixon, Albert King und seinen zukünftigen Blues-Brothers-Bandkollegen Steve Cropper kennen.
1977 spielte Dunne eine kleine Rolle als Keyboarder in Old Boyfriends. Bei den Dreharbeiten lernte er John Belushi kennen.
Unter dem Pseudonym Lars Svenki spielte Dunne 1971 Keyboard für Lenny and the Squigtones auf dem Album Lenny & Squiggy Present Lenny and the Squigtones.
Im September 1992 spielte er im Globe Playhouse in West Hollywood das Solostück Murphy Dunne Nevertheless, welches er zusammen mit Lewis Arquette geschrieben hatte.

## The Blues Brothers
Dunne erhielt den Job für den Film The Blues Brothers, nachdem der ursprüngliche Keyboarder, Paul Shaffer, aufgrund von Vertragsverpflichtungen bei Saturday Night Live sowie seiner Entscheidung, bei Gilda Live mitzuwirken, den Job nicht annehmen konnte. In beiden Blues-Brothers-Filmen spielte Dunne sich selbst. Dort wird die folgende Hintergrundgeschichte erzählt: Er sei ein Originalmitglied der Band gewesen, bis in den 1970er Jahren Jake Blues ins Gefängnis musste. Er gründete dann zusammen mit vier anderen ehemaligen Blues-Brothers-Bandkollegen Donald Dunn, Steve Cropper, Willie "Too Big" Hall und Tom Malone seine eigene Band mit dem Namen "Murph and the MagicTones". Während eines Auftritts im Holiday Inn in Chicago tauchten Jake und Elwood Blues auf, um die Band wieder zusammenzubringen. Nach einer kurzen Tour wurde Murph mit dem Rest der Band ins Gefängnis geschickt.
Während die wirkliche Blues-Brothers-Band 1980 auf Tour war, um für den Film zu werben, spielte Dunne live zusammen mit Shaffer. Sein Spiel ist auf dem Livealbum von 1980, Made in America, zu hören.

## Filme
Dunne spielte ebenfalls in Chesty Anderson, USN (1976), in der Katastrophenparodie Die haarsträubende Reise in einem verrückten Bus (1976), in Mel Brooks’ Höhenkoller (1977), in den drei Parodien Tunnel Vision (1976), American Raspberry (1977) und Loose Shoes (1980) und in der Teenagerkomödie Bad Manners (1984). Er spielte zudem einen Gerichtsschreiber in dem Film Oh, God! (1977) und wirkte u. a. bei den folgenden Filmen mit: Was, du willst nicht? (1979), Einmal Scheidung, bitte! (1980), Da steht der ganze Freeway kopf (1981), Perfect (1985), Hero (1988), Phoenix – Blutige Stadt (1998) und Die Mothman Prophezeiungen (2002). Zudem spielte er Rollen in zahlreichen Fernsehshows wie zum Beispiel Harrys wundersames Strafgericht. Er arbeitete ebenfalls als Synchronsprecher und ist in Ghost in the Shell: Stand Alone Complex und in Star Trek: Klingon Academy zu hören.

## Diskografie
- 1977: The Love Theme Loose Shoes / Coming Attractions (Atlantic)
- 1992: Nevertheless (Angst Music)
- 2011: Pavlov Rang My Bell (Eigenverlag)